# Jaroslav Panenka
Jaroslav Panenka (1. února 1908 Berdičev, Ukrajina – 22. října 1948 Praha) pracoval za první republiky jako inspektor policie v Krušných horách (Přísečnice). Za protektorátu jej využívalo pražské gestapo při různých akcích a to nejen jako tlumočníka. Po druhé světové válce byl za svoji konfidentskou spolupráci s Němci popraven.

## Život
Kriminální inspektor protektorátní policie (a konfident pražského gestapa) Jaroslav Panenka bydlel na adrese Nad Kuliškou 587/1, Praha 5 – Košíře (za protektorátu se ulice jmenovala „Nad Turbovou“). V případě zatýkání odbojáře Oldřicha Frolíka, který Panenkovi důvěřoval, a jeho manželky Barbory Frolíkové Panenka aktivně spolupracoval s gestapem.
Po prvním neúspěšném pokusu o Frolíkovo zatčení (15. září 1942) již gestapo neponechalo nic náhodě. Blízký spolupracovník Oldřicha Frolíka z Janečkovy zbrojní továrny v Praze, odbojář a podporovatel členů paravýsadku Anthropoid Otakar Šrámek byl po zatčení (21. září 1942) přinucen přistoupit na špinavou hru gestapa, které slíbilo jemu a jeho manželce Anně Šrámkové beztrestnost výměnou za napsání lstivého dopisu, v němž nabídl Frolíkovi „bezpečný úkryt“. Součástí léčky, do níž se Oldřich Frolík dostal, bylo celkem asi sto mužů z řad protektorátních policistů a gestapa, kteří byli rozmístěni v okolí místa, kde se Frolík a jeho žena Barbora ukrývali. Dne 23. září 1942 vylákal Panenka Oldřicha Frolíka na ulici s tím, že jej přišel vyzvednout (a dopravit do „bezpečného úkrytu“). Při nastupování do přistaveného automobilu Panenka chytil Frolíka takovým způsobem, že zatýkaný nemohl použít zbraň, kterou měl připravenou v ruce pod kabátem. Jakmile se Frolík Panenkovi vytrhl, začal se tvrdě bránit pěstmi, ale ihned přiskočilo dalších 7 mužů, načež byl zatýkaný nakonec udolán přesilou osmi mužů.
Jaroslav Panenka ovšem postavou jednoznačně zápornou nebyl, protože také prokazatelně pomáhal štábnímu kapitánu Václavu Morávkovi tím, že jej informoval o připravovaných akcích gestapa. Jaroslav Panenka byl po skončení druhé světové války zatčen a v rámci retribučních procesů souzen mimořádným lidovým soudem (MLS). Trest smrti, který dostal za spolupráci s gestapem jako konfident, byl vykonán v Praze dne 22. října 1948.

## Galerie

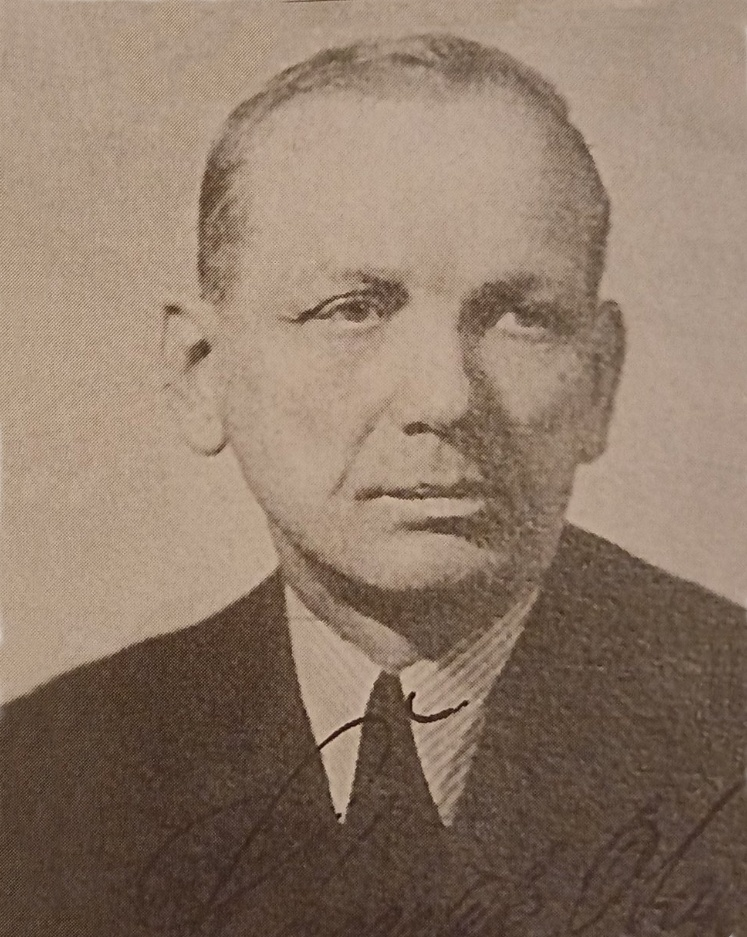
Otakar Šrámek
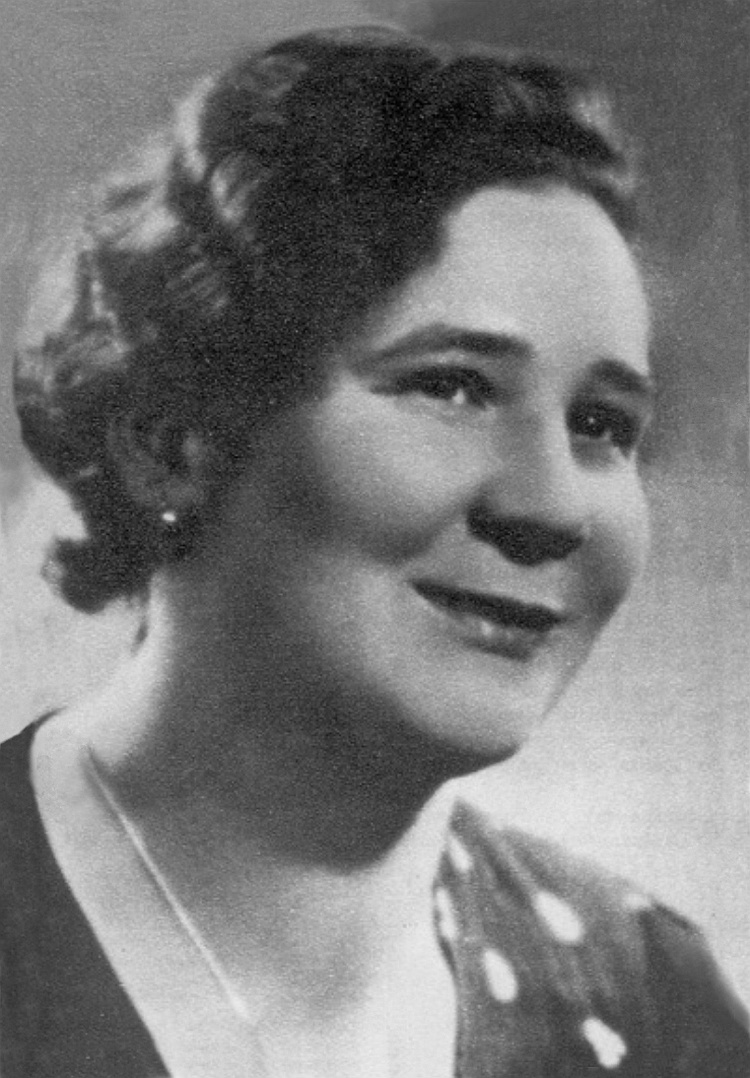
Anna Šrámková
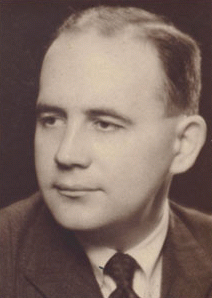
Oldřich Frolík
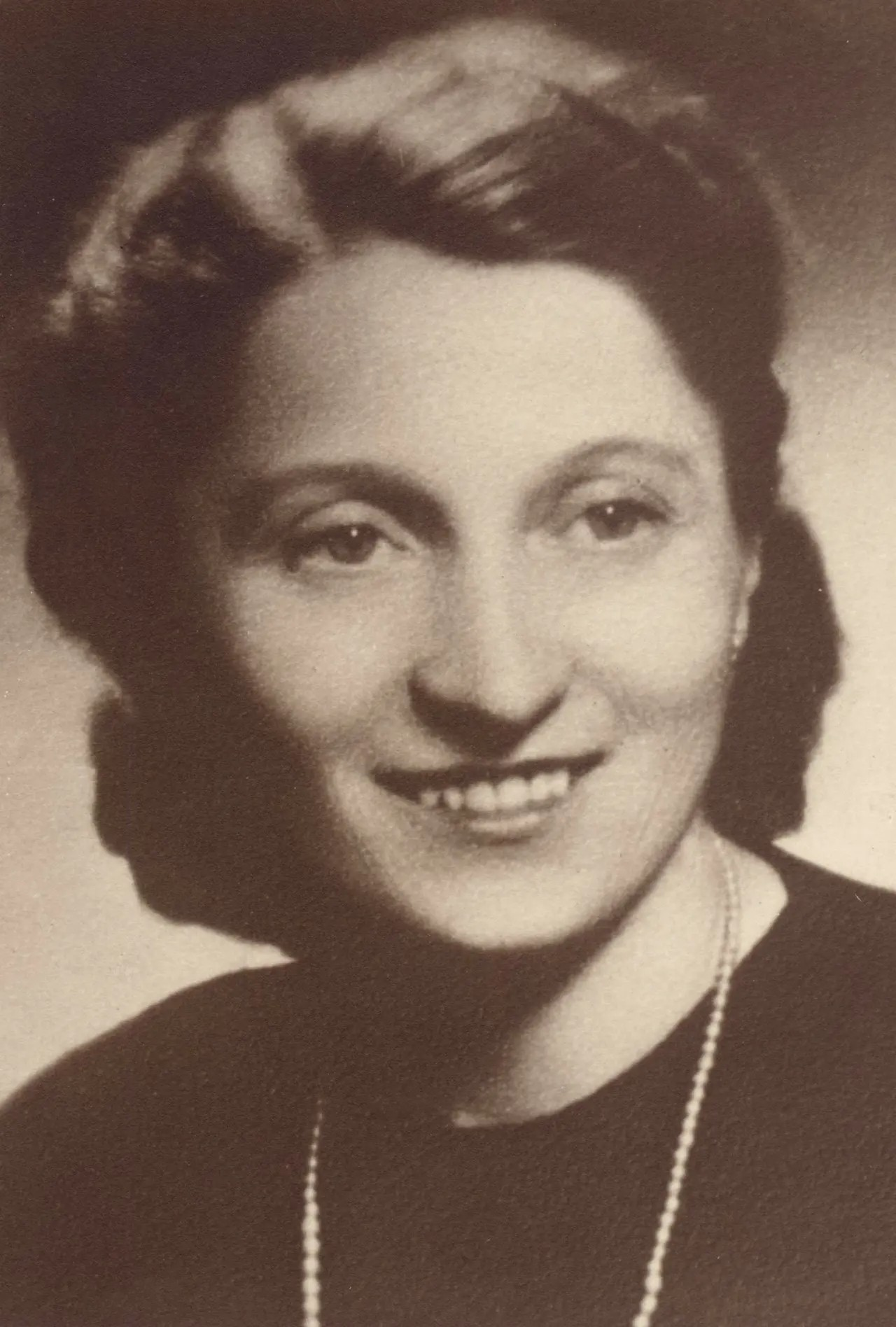
Barbora Frolíková